# Wolfgang Paul (labdarúgó)
Wolfgang Paul (Olsberg, 1940. január 25. –) világbajnoki ezüstérmes nyugatnémet válogatott német labdarúgó, hátvéd, edző.

## Pályafutása

### Klubcsapatban
A TuS Bigge 06 csapatában kezdte a labdarúgást. 1957 és 1961 között a VfL Schwerte játékos volt. Profi pályafutását 1961 és 1971 között a Borussia Dortmund csapatában töltötte, melynek csapatkapitánya is volt. Tagja volt 1965-ben nyugatnémet kupát, 1966-ban kupagyőztesek-Európa-kupáját nyert együttesnek. 1970-ben vonult vissza az aktív labdarúgástól.

### A válogatottban
Tagja volt 1966-os világbajnoki ezüstérmes csapatnak, de az A-válogatottban sohasem lépett pályára.

### Edzőként
Visszavonulása után az alacsonyabb osztályú TSV Bigge-Olsberg és SC Willingen csapatainál volt vezetőedző.

## Sikerei, díjai
NSZK
- Világbajnokság
  - ezüstérmes: 1966, Anglia

 Borussia Dortmund
- Nyugatnémet bajnokság (Bundesliga)
  - 2.: 1965–66
- Nyugatnémet kupa (DFB-Pokal)
  - győztes: 1965
  - döntős: 1963
- Kupagyőztesek Európa-kupája (KEK)
  - győztes: 1965–66